# Щерковский, Януш
Януш Щерковский (пол. Janusz Szczerkowski; род. 9 мая 1954, Быдгощ, Куявско-Поморское воеводство) — польский легкоатлет, специалист по многоборьям. Выступал за сборную Польши по лёгкой атлетике в конце 1970-х — начале 1980-х годов, победитель и призёр первенств национального значения, участник летних Олимпийских игр в Москве.

## Биография
Януш Щерковский родился 9 мая 1954 года в городе Быдгощ Куявско-Поморского воеводства.
Занимался лёгкой атлетикой в местной секции с 1974 года, позже проходил подготовку в Гдыне в клубе «Балтыку Гдыня».
Дебютировал на международном уровне в сезоне 1979 года, когда вошёл в состав польской национальной сборной и побывал на Кубке Европы по легкоатлетическим многоборьям в Дрездене, где, тем не менее, вынужден был без результата досрочно завершить выступление.
В 1980 году одержал победу на чемпионате Польши в десятиборье и благодаря череде удачных выступлений удостоился права защищать честь страны на летних Олимпийских играх в Москве — набрал в сумме всех дисциплин десятиборья 7822 очка, расположившись в итоговом протоколе соревнований на десятой строке.
После московской Олимпиады Щерковский ещё в течение некоторого времени оставался в составе легкоатлетической команды Польши и продолжал принимать участие в крупнейших международных стартах. Так, в 1981 году он выиграл национальный чемпионат в семиборье, тогда как на Кубке Европы в Бирмингеме показал результат в 7574 очков и помог своим соотечественникам стать бронзовыми призёрами в мужском командном зачёте.
Завершил спортивную карьеру в 1984 году.